# Ризаев, Пальяз Мурадович
Пальяз Мурадович Ризаев (1 марта 1918, Хива — 1981) — советский узбекский хозяйственный, государственный и политический деятель.

## Биография
Родился в 1918 году в Хиве. Член КПСС.
Участник Великой Отечественной войны, старший адъютант 2-го сб 348-го гв. сп 107-й гв. сд 39-го гв. ск. С 1946 года — на хозяйственной, общественной и политической работе. В 1946—1976 годы — заместитель председателя Ургенчского горисполкома, председатель Хорезмского облисполкома, заместитель председателя Каракалпакского совнархоза. Руководитель строительства в Узбекской ССР. Директор объединённой дирекции «Туямуюнгидрострой».
Избирался депутатом Верховного Совета Узбекской ССР 4-го созыва.
Умер в 1981 году.